# Erica lignosa
Erica lignosa är en ljungväxtart som beskrevs av H. A. Baker. Erica lignosa ingår i släktet klockljungssläktet, och familjen ljungväxter. Inga underarter finns listade i Catalogue of Life.